# Christopher Jones
William Frank Jones (Jackson, Tennessee, 18 de agosto de 1941 - Los Alamitos, California, 31 de enero de 2014) más conocido como Christopher Jones, fue un actor estadounidense.
Principalmente conocido por el papel de Jesse James en la serie de televisión The Legend of Jesse James (1965-1966) y por haber interpretado al mayor Randolph Dorian en el filme La hija de Ryan (1970) de David Lean.
Estuvo casado con la actriz Susan Strasberg, con la que tuvo una hija.
Jones murió el 31 de enero de 2014, a los 72 años de edad, debido a complicaciones derivadas de un cáncer.

## Filmografía
- The Legend of Jesse James (Serie de TV, 1965-1966, 34 episodios)
- Chubasco (1967)
- Judd for the Defense (Serie de TV, 1967, 1 episodio)
- El agente de CIPOL (Serie de TV, 1967, 1 episodio)
- El presidente (1968)
- Three in the Attic (1968)
- El espejo de los espías (1969)
- Una breve stagione (1969)
- La hija de Ryan (1970)
- Encantado de matarte (1996)